# 长野短期大学
长野短期大学（日语：／ Nagano Tanki Daigaku *）是一所位于日本长野县长野市的私立短期大学。

## 概要

### 简介
- 学校最早可以追溯到1925年[1]、短期大学成立于1967年[2]、由学校法人长野家政学园经营。

### 历史
- 1967年 长野女子短期大学成立并同时设置家政科[2][3]。
- 1974年 家政科分离为两个专攻即家政专攻和服装专攻[注 2]。家政科改名为家政学科[2]。
- 1981年 家政学科服装专攻[注 2]招生最后、次年停止招生（正式停办于1983年[3]）。
- 1989年 家政学科变更为生活科学科[2][3]。
- 1997年 生活科学科分离为两个专攻即生活科学专攻和食物营养专攻[2][3]。
- 2003年 生活福利专攻成立于生活科学科[2][3]。
- 2006年 儿童福利专攻成立于生活科学科[2][3]。
- 2010年 儿童福利专攻招生最后、次年停止招生[2][3]。
- 2024年 幼儿教育系成立。由于男女同校，更名为长野短期大学

### 宪章
- 请参看长野女子短期大学的标志 （日語） 2014年1月31日阅览。

## 学校环境
- 校区：在长野县长野市

## 历任校长
- 小林倭文：第一代短期大学校长[4]。
- 荻原和夫：现在短期大学校长[5]

## 组织

### 学科
- 生活科学科
  - 生活科学专攻[注 1]
  - 服装专攻[注 2]
  - 食物营养专攻
  - 生活福利专攻
  - 儿童福利专攻[注 4]
- 幼儿教育系

### 专科
| - 没有 |

### 业余课程
| - 没有 |

### 附属机关
| - 图书馆 |

## 相关链接
- 日本短期大学列表